# Glockenbachviertel

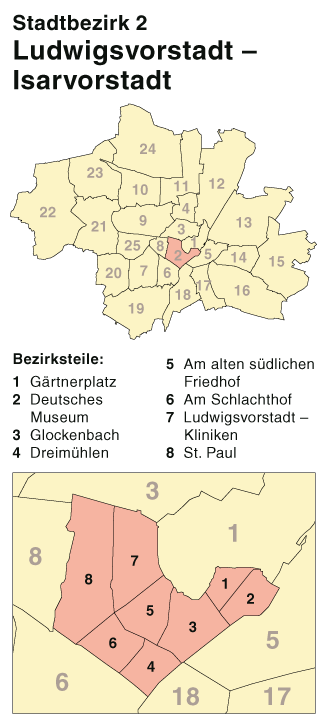
Glockenbachviertel (3) im Stadtbezirk Ludwigsvorstadt-Isarvorstadt

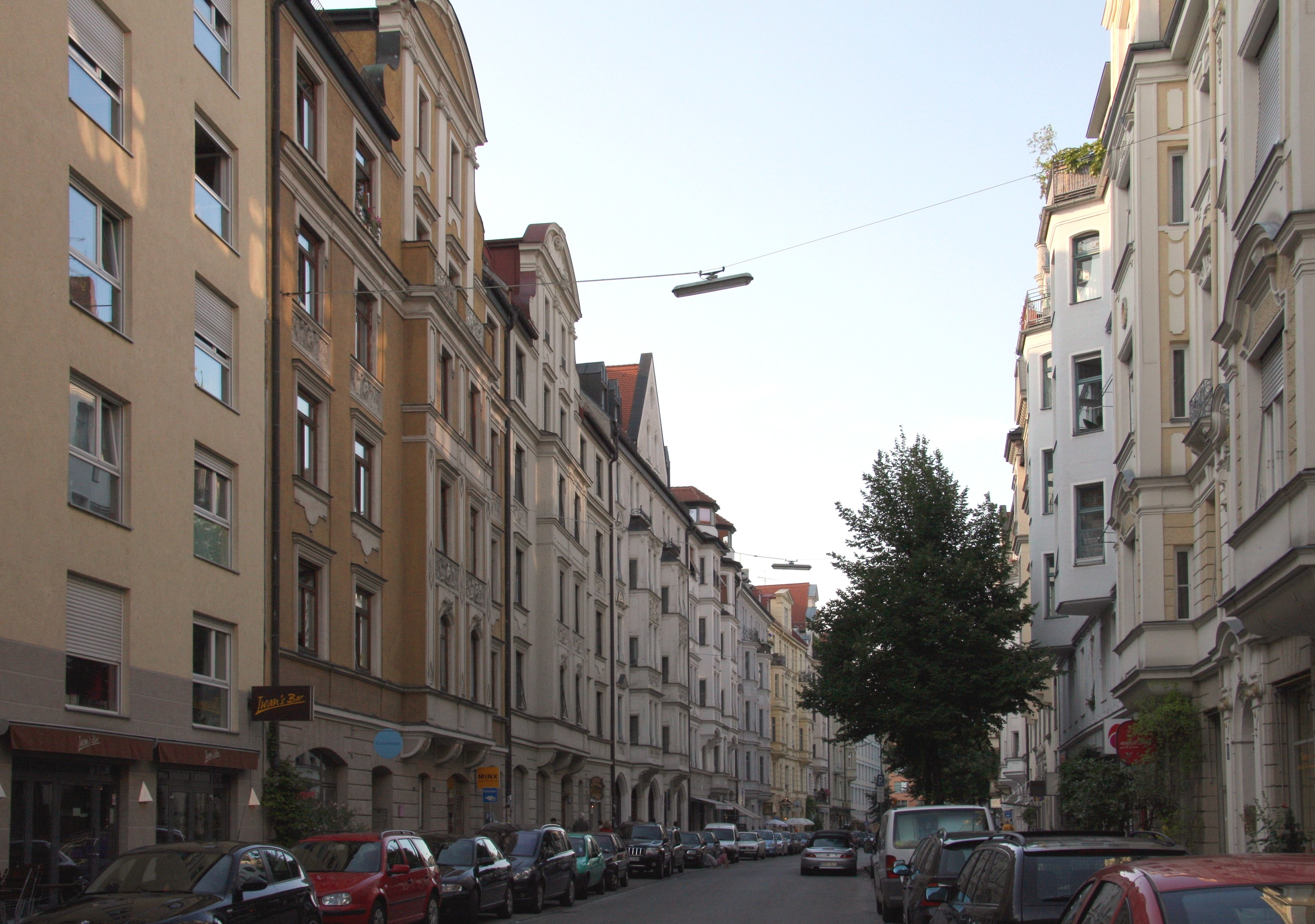
Hans-Sachs-Straße im Glockenbachviertel

Das Glockenbachviertel ist ein Münchner Stadtviertel und gehört zum Stadtbezirk Ludwigsvorstadt-Isarvorstadt. Es gilt als Szeneviertel.

## Geographie
Der Stadtbezirksteil 2.3 Glockenbach hatte im Jahr 2009 auf einer Fläche von rund 1 km2 19.806 Einwohner.
Der ehemalige 1954 gebildete Münchner Stadtbezirk 11 („Isarvorstadt-Glockenbachviertel“) erstreckt sich im Nordosten von der Fraunhoferstraße entlang der Isar im Südosten bis zur Braunauer Eisenbahnbrücke bzw. Lagerhausstraße im Südwesten. Im Nordwesten bildet die Thalkirchner Straße am Alten Südfriedhof die Grenze zur Ludwigvorstadt. Die Grenze läuft weiter über einen Teil der Pestalozzistraße und die Müllerstraße im Nordosten zurück zur Fraunhoferstraße. Im Stadtbezirk enthalten war auch das Dreimühlenviertel im Süden.
Das durch die Fraunhoferstraße getrennte Gärtnerplatzviertel wird mit dem Glockenbachviertel oft synonym als Bezeichnung für den Gesamtbereich beider Viertel benutzt, da beide eine ähnliche Struktur aufweisen.
Das Glockenbachviertel war früher von zahlreichen der Münchner Stadtbäche geprägt. Heute fließt oberirdisch nur noch der Westermühlbach. Der namensgebende Glockenbach sowie zahlreiche andere Stadtbäche wie der Pesenbach und der Mahlmühlbach fließen heute unterirdisch. Der Glockenbach zweigt an der Pestalozzistraße 35 vom Westermühlbach ab und fließt unterirdisch bis zur Blumenstraße.

## Geschichte

### Von den Anfängen bis zum 19. Jahrhundert
Außerhalb des damaligen München, vor dem Sendlinger Tor beim Kalkofen, bestand von 1476 bis 1671 ein Gießhaus, wo auch Glocken hergestellt wurden. Der daneben fließende Bach wurde Glockenbach genannt, was 1575 erstmals belegt ist. Der Gießerei verdankte auch die ehemalige Glockenstraße am Friedhof ihren Namen, die seit 1897 Pestalozzistraße heißt. In der Baumstraße (heute Nr. 5–7) errichtete man im 16. Jahrhundert ein zwischen zwei Stadtbächen gelegenes „Brechhaus“ (Pesthaus). Ende des 17. Jahrhunderts wurde das Haus für die Tuchfabrik Max Emanuels in der Au verwendet. Danach war es bis zur Eröffnung des neuen Lazaretts in der Müllerstraße (1777) ein Militärlazarett. 1828 wurde das Haus abgerissen. In der Gegend um die Baum- und Palmstraße, ehemals zwischen Isar und Pesenbach gelegen, bildeten die Pechsieder eine der ersten Ansiedlungen der Isarvorstadt. Noch heute ist das Gebiet unter dem Namen „Pechwinkel“ bekannt. Seit 1563 existierte ein Pestfriedhof, aus dem der Südfriedhof entstand, der zeitweise der einzige von München benutzte Friedhof war und in dem deshalb zahlreiche berühmte Persönlichkeiten ruhen. 1944 wurden die Bestattungen dort eingestellt und der Friedhof nach dem Krieg in einen Park umgestaltet, in dem trotz schwerer Kriegsschäden noch zahlreiche Grabsteine erhalten sind.
Das Viertel war früher von vielen aus der Isar abgeleiteten Stadtbächen durchzogen, die verschiedene Gewerbebetriebe als Kraft- oder Wasserspender oder Verkehrsweg versorgten, woran noch einige Namen erinnern. Der heute noch teilweise sichtbare Westermühlbach erhielt seinen Namen von der 1345 vom Heiliggeistspital erbauten Westamill (heute Holzstraße 28). Über ihn konnten Flöße bis zur Oberen Lände (heute die Grünanlage Am Glockenbach) schiffen. Zur Versorgung der Tiere, die für den Weitertransport des Holzes eingesetzt wurden, entstand eine Pferdetränke am Westermühlbach, die später eine Kanalwache wurde. Noch heute befindet sich neben dem Haus die Zufahrt zur Bachauskehr. Der Westermühlbach speiste sich an der Dreimühlenstraße aus dem Großen Stadtbach, heute eine Fortsetzung des neben der Isar verlaufenden Werkkanals, und speiste selber die Inneren Stadtbäche. Als ab 1966 die Bäche großteils trockengelegt und verfüllt wurden, blieb er als Kühlwasserzufluss für das Heizkraftwerk Müllerstraße erhalten. Er fließt teilweise oberirdisch (und wird dort oft fälschlicherweise als Glockenbach bezeichnet); in der Pestalozzistraße zweigt er in den unterirdisch verlaufenden Glockenbach ab. Die eigentliche Fortsetzung zum Lazarettbach wurde wie die anderen Bäche trockengelegt.

### Urbanisierung und Industrialisierung im 19. und 20. Jahrhundert
Im Jahr 1819 zählte die gesamte Isarvorstadt nur 2.300 Einwohner und umfasste 183 Häuser und 19 staatliche oder städtische Gebäude. Die hier lebenden Leute waren vor allem Müller, Gärtner, Milchmänner, Wäscher, Bleicher, Zimmerleute, Floßmeister, Pferdehändler und Tagelöhner in häufig ärmlichen Behausungen. In der heutigen Palmstraße (damals Pechwinkel) lebten die Pechsieder der Stadt. Das Wasser verhinderte aber lange durch seine Gefahren, vor allem Hochwasser und Überschwemmungen, eine systematische Überbebauung des isarnahen Gebiets. Nachdem München 1806 Hauptstadt eines Königreichs geworden war, wurde sie nach einem Generalplan von 1810 planmäßig erweitert. 
Man begann bei der Ludwigvorstadt. Im Schlachthofviertel entstanden nach dessen Eröffnung in den 1870ern Arbeiterquartiere. Im Dreimühlenviertel siedelten sich Industriebetriebe an. Die am frühesten besiedelten Teile des Stadtbezirks, der Pechwinkel und die Umgebung der Floßlände im heutigen Glockenbachviertel, wurden städtebaulich erst spät erschlossen. 
1826 wurde im Süden des Glockenbachviertels das Kapuzinerkloster St. Anton neu gegründet, nachdem ein gleichnamiges von 1600 bis 1802 bestehendes Kloster am heutigen Lenbachplatz in der Altstadt im Zuge der Säkularisation aufgelöst und abgerissen worden war. Nach Erweiterungen erlangte das Kloster 1895 seine heutige Größe.
In der Ickstattstraße eröffnete 1874 das von Franz Kil erbaute Theater Colosseum. Es bestand über zwei Weltkriege hinweg und bot ein auf den jeweiligen Zeitgeist abgestimmtes Unterhaltungsprogramm mit Varieté, Artistik, »Comedy«, wie man heute sagen würde, legendäre Faschingsbälle und auch Box- und Ringkämpfe. 1961 wurde es abgerissen und es entstand an dieser Stelle ein Zweckbau.
Auf dem Gelände der Westermühle in der Holzstraße 28–30 siedelte sich 1877 die Elektrotechnische Fabrik Alois Zettler an, die unter Nutzung der Wasserkraft in der Frühzeit der Elektrizität Staubsauger, Heizkörper und Rufanlagen produzierte. Als der Möbelfabrikant Heinrich Pössenbacher und seine Söhne 1951 aufhörten, kaufte Zettler den Komplex in der Jahnstraße 45 und eröffnete dort das Werk II, wo sich heute das Tertianum befindet. Das Unternehmen wurde 1998 aufgelöst und die Gebäude wurden verkauft.

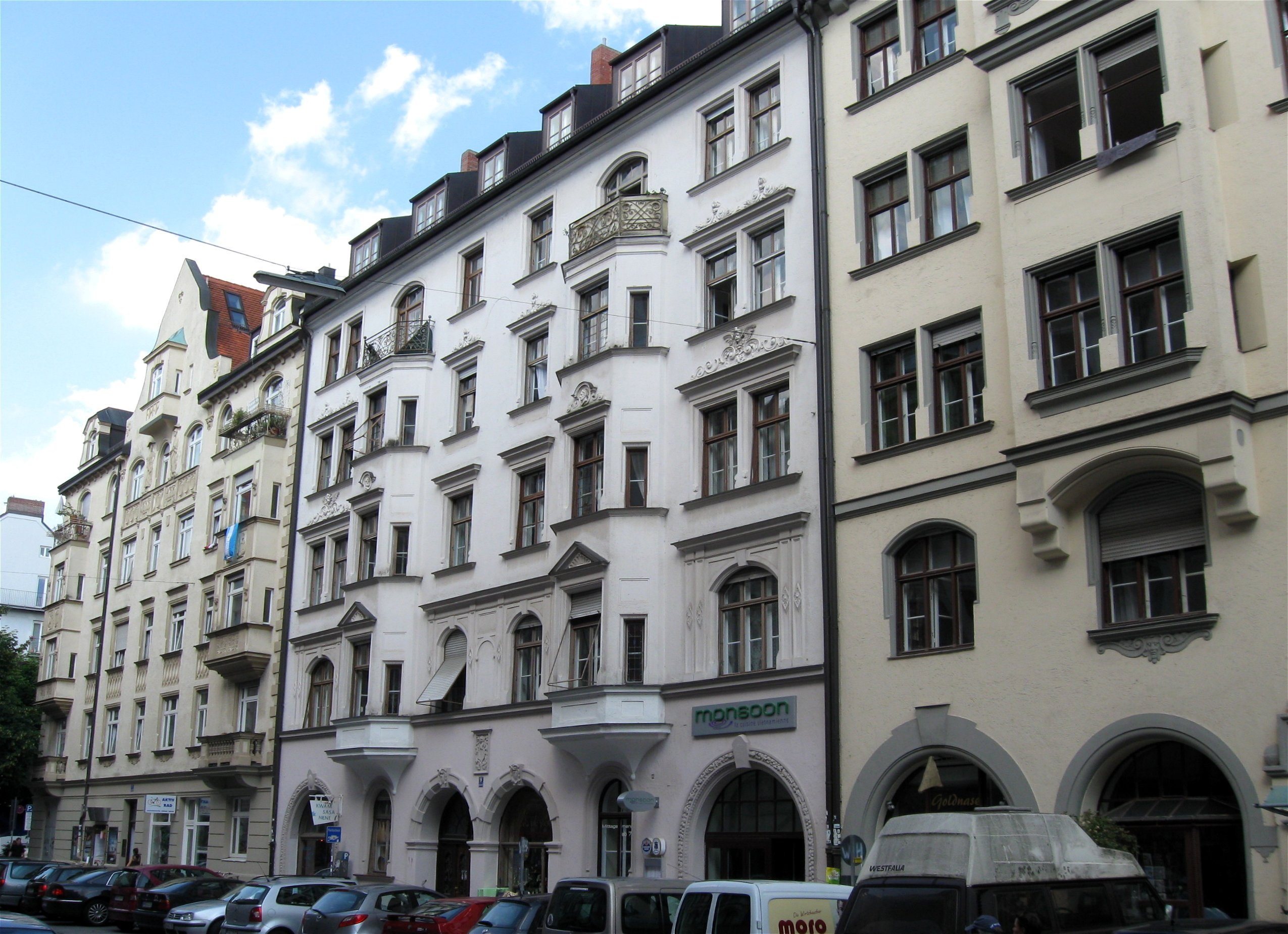
Baudenkmäler in der Hans-Sachs-Straße

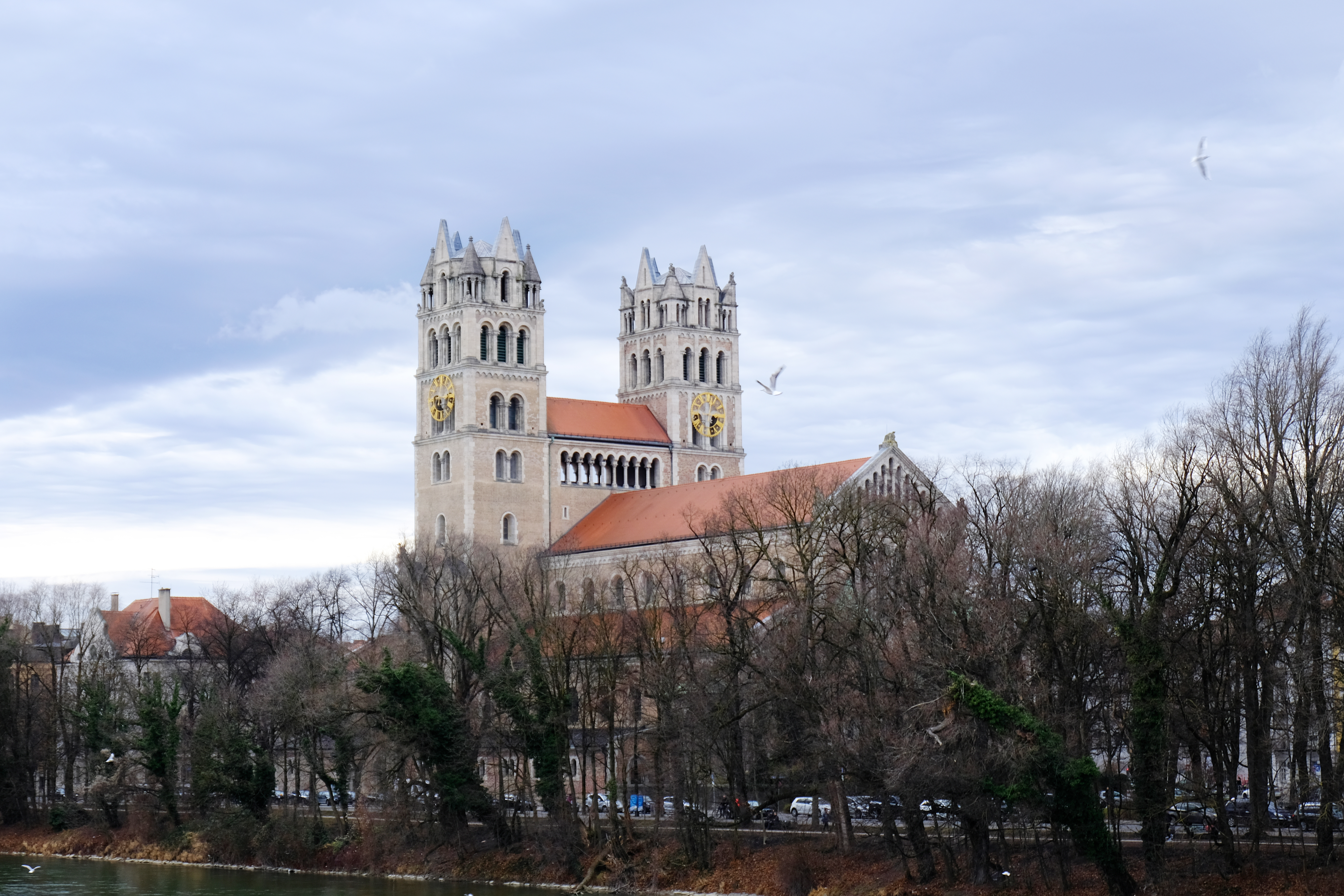
Die Kirche St. Maximilian, von der Reichenbachbrücke aus gesehen

Die etwa 200 Meter lange Hans-Sachs-Straße wurde erst recht spät durch die Privatinitiative von Heinrich Lempuhl erschlossen. Die 1897–1900 entstandenen neobarocken Häuser waren von vornherein für eine gehobene Klientel geplant und über dem hier üblichen Standard, etwa mit Bädern, ausgestattet. 1981 wurden die schönen Fassaden unter Ensembleschutz gestellt. 1912 eröffnete in der Straße das Kino Neues Arena seine Pforten. Heute ist es eines der letzten kleinen Kinos Münchens. Es ist jetzt ein anspruchsvolles Programmkino und hat dafür seit 2005 mehrmals den Kinoprogrammpreis der Landeshauptstadt bekommen.
Im Glockenbachviertel entwickelte sich ein gemischtes Mietshaus- und Gewerbeviertel. Aus Galizien kamen zahlreiche Juden, die sich in der Isarvorstadt, im „Kleine-Leute-Viertel“, ansiedelten. Es wurde zwar kein Schtetl, aber es entstand doch jüdisches Gemeinschaftsleben, das sich vor allem im gewerblichen Bereich bemerkbar machte, durch die stark vertretenen Textil- und Bekleidungsbranche und die koscheren Lebensmittelgeschäfte. Im Gärtnerplatzviertel wurde ein Bethaus gebaut und in der Ludwigvorstadt gab es ein Krankenhaus, ein Altersheim und ein Ritualbad. Wegen des Wachstums Münchens wurde 1883 beschlossen, insgesamt drei neue Kirchen zu bauen. Und es wurden Kirchenbauvereine gegründet. Da die damalige Mutterkirche Heilig Geist im Tal die Gläubigen nicht mehr aufnehmen konnte und die Geldmittel für einen Neubau noch nicht ausreichten, wurde 1893 die Schulbaracke in der Auenstraße zu einer Notkirche umgebaut. 1895 wurde dann in der Auenstraße 1, am Ufer der Isar, mit dem Bau der neoromanischen Kirche St. Maximilian begonnen. Am 6. Oktober 1901 wurde sie eingeweiht. Kurz danach, am 31. März 1903, wurde St. Maximilian eine eigenständige Pfarrei und das neue Gotteshaus zur Stadtpfarrkirche erhoben, wobei das Pfarrgebiet in etwa das Glockenbachviertel umfasst. 
In der Isarvorstadt etablierten sich auch zahlreiche Bordelle. Wilhelm Craemer nennt in dem am 7. August 1912 im Münchener Neuigkeits-Blatt erschienenen Artikel „Die Straßen-Prostitution in München während der Fremdensaison“ die Müllerstraße als Ort der Prostitution. Vor allem ab den 1920ern begann die Gesellschaft liberaler zu werden, was der Schwulenszene Auftrieb gab, besonders in Berlin, aber auch in den anderen deutschen Großstädten. Der Arndthof (Am Glockenbach 12) war ein bekanntes Szenelokal, wie auch das etwas nördlich der Müllerstraße in der Altstadt liegende Gasthaus Schwarzfischer (Dultstraße 2, Oberanger 16).

### Nationalsozialismus und Zweiter Weltkrieg
München, speziell auch Ludwigsvorstadt-Isarvorstadt, spielte beim Aufstieg der NSDAP eine bedeutende Rolle. In der Pestalozzistraße 40/42, der „Arbeiterburg“, hatte der Allgemeine Deutsche Gewerkschaftsbund seinen Sitz und auch einige sozialdemokratische Einrichtungen. Deshalb gab es schon während der „Kampfzeit“ der Nationalsozialisten wiederholt Drohungen. Nach der „Machtergreifung“ wurde das Gebäude besetzt und diente einige Wochen lang als Haftstätte für Gegner des Nationalsozialismus. Heute ist das DGB-Haus in der Schwanthalerstraße 64. Auch für andere Institutionen und Personen änderte sich die Situation recht schnell. Juden flohen, wurden drangsaliert, in Sammelunterkünften zusammengepfercht, in KZs gesperrt und ermordet. Nach der aufgesetzten Empörung über Ernst Röhms Homosexualität nach seiner Ermordung am 30. Juni 1934 führte die bayrische Polizei am 20./21. Oktober 1934 eine Razzia gegen Homosexuelle durch, die viele von ihnen in »Schutzhaft« in das Konzentrationslager Dachau brachte.

### Wiederaufbau und Strukturwandel in der Nachkriegszeit
Auch das Glockenbachviertel litt unter den Folgen des Zweiten Weltkriegs. St. Maximilian etwa wurde bei Luftangriffen zwischen September 1943 und November 1944 mehrmals getroffen und dabei stark zerstört. Ab Ostern 1946 konnten in einer im rechten Seitenschiff eingerichteten Notkirche wieder Gottesdienste gefeiert werden. Ab 1949 wurde die Kirche wiederaufgebaut, was 1953 mit der Weihe des Hochaltars großteils abgeschlossen war. 1954–1955 wurde der Alte Südfriedhof nach Plänen von Hans Döllgast umgestaltet und steht heute unter Denkmalschutz. Im Jahre 1947 wurden Bezirksausschüsse ins Leben gerufen, denen Nummern zugeordnet wurden. Da dies zu anonym erschien, führte man zusätzliche Namen ein. Am 2. Februar 1954 erhielt der damalige Stadtbezirk 11 den Namen Isarvorstadt-Glockenbachviertel.
Mit der Zeit veränderte sich die Bausubstanz durch den Abriss alter Fabrikgebäude, die das Viertel geprägt hatten, wie etwa Hurth und Zettler. Sie wurden oft durch Häuser mit Eigentumswohnungen ersetzt. Das Viertel wandelte sich von einem gemischten Wohn- und Gewerbeviertel zum Wohnquartier mit Dienstleistungsbetrieben. Seit den 1980er Jahren zogen auch zahlreiche Künstler, Starfriseure und andere Freischaffende in die billigen Altbauwohnungen in zentraler Lage. Zahlreiche Kneipen und Bars zogen zusätzlich Publikum aus dem ganzen Stadtgebiet an.

### Entwicklung zum Zentrum der Schwulenbewegung

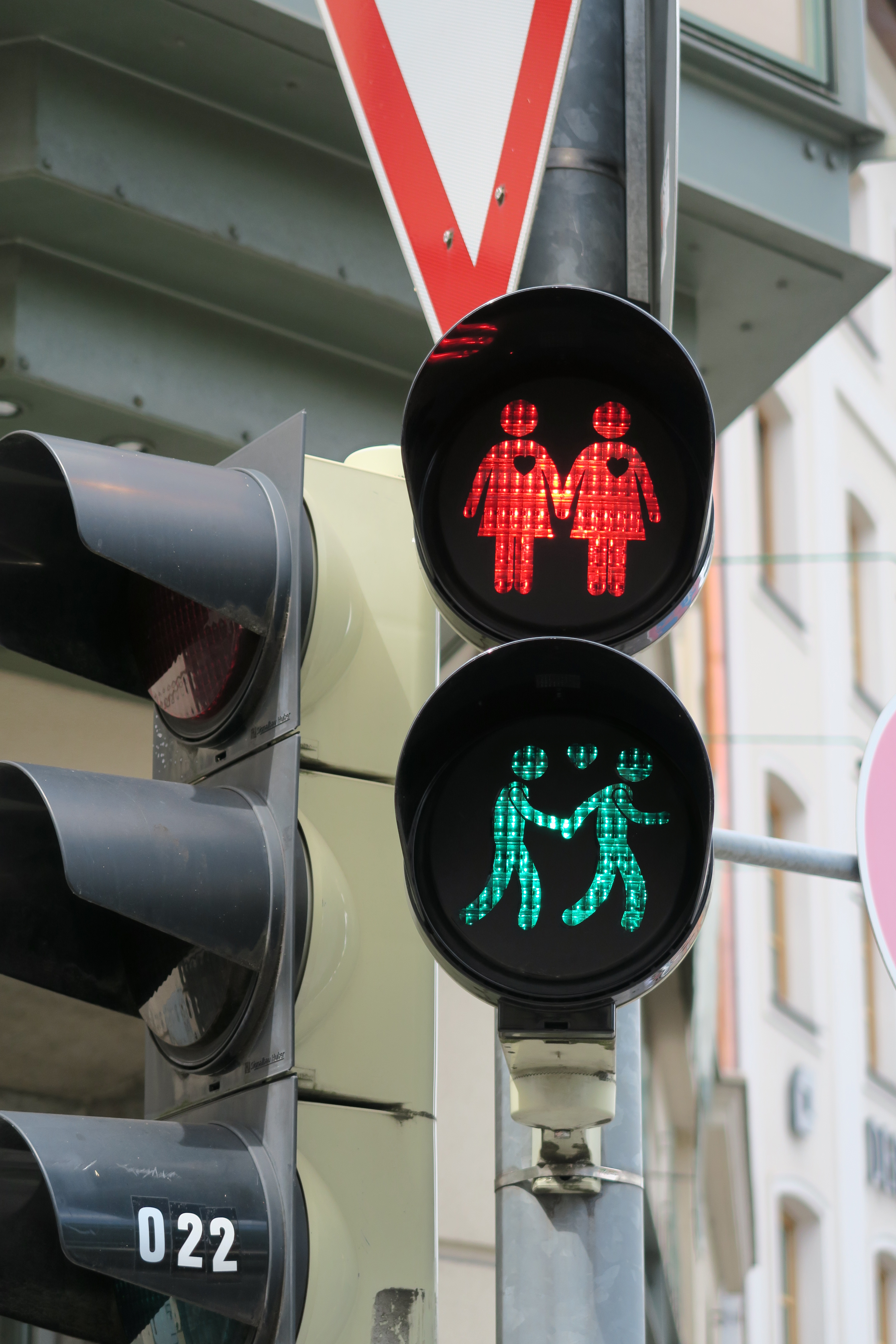
Gleichgeschlechtliche Ampelpärchen im Glockenbachviertel in München

Ab den 1950er Jahren begann in der Umgebung auch die Schwulenszene wieder Fuß zu fassen, wenn auch vorsichtig wegen der noch nicht entschärften Version des § 175. Auch die rigide Auslegung des § 184 StGB (Verbreitung unzüchtiger Schriften) und Personenkontrollen an Treffpunkten, die bis in die 1980er Jahre zu einem Eintrag in einer Rosa Liste führen konnten, legten große Vorsicht nahe. Auch für viele lesbische Frauen spielt die Schwulenszene eine wichtige Rolle. Zu einem Treffpunkt entwickelte sich beispielsweise das Hotel Deutsche Eiche im nebenan gelegenen Gärtnerplatzviertel. In den 1960er Jahren galt das Glockenbachviertel als Rock'n Roll- und Twist-Hochburg und man konnte von einer Kneipe zur anderen ziehen. Ebenfalls in den 1960ern wollte ein Unternehmer eine schwule Kneipe in Schwabing aufmachen. Die Polizei erlaubte dies dort nicht und riet ihm, das Lokal im Glockenbachviertel zu eröffnen, da es dort geduldet werde. 1967 eröffnete in der Müllerstraße 47 mit dem Ochsengarten die erste Lederbar Deutschlands. Das nostalgische Plüschlokal Mylord gab es schon seit 1964 (bis 2009), allerdings war es erst in der Sternstraße im Lehel beheimatet und zog erst nach ein paar Jahren in das Glockenbachviertel.
Nach der Aufhebung des Totalverbots männlicher gleichgeschlechtlicher Kontakte durch Novellierung des § 175 begannen sich vermehrt Initiativen und Gruppen zu bilden, vor allem ab 1971. 1974 löste sich die Homosexuellen Aktion München (HAM) auf und es entstand die Homosexuelle Aktions-Gemeinschaft (H.A.G.). Die studentische H.A.G. rief den Verein Teestube-Kommunikations-Centrum-Homosexualität (Teestube-KCH) ins Leben. Eine provisorische Teestube existierte seit Juni 1974. In der darauffolgenden Zeit kam es zu einer Annäherung zwischen der H.A.G. und dem ebenfalls 1974 gegründeten Verein für sexuelle Gleichberechtigung (VSG) und gemeinsam eröffnete man 1975 Am Glockenbach 10 die endgültige Teestube. Diese bestand bis Ende der 1970er Jahre. Auch der VSG hatte ab 1978 ein eigenes Vereinslokal im nahe gelegenen Haidhausen, das teilweise die Teestube ablöste. 1985 musste dies aufgegeben werden und man zog in die Dachauer Straße, weit weg von der schwulen Szene, was ein Mitgrund war für das Einschlafen des Vereins.
Das Selbsthilfezentrum München (SHZ) wurde 1985 in der Auenstraße 31 eröffnet. Es ist Heimstätte für verschiedenste Gruppen und heute in der Westendstraße 68 angesiedelt.
Da wegen der laufenden Liberalisierung immer weniger Leute politisch in der Schwulenbewegung mitarbeiteten, änderte sich dies erst wieder durch das Aufkommen von Aids und in München vor allem durch die restriktive Anti-AIDS-Politik von Peter Gauweiler ab Ende 1982. Im Januar 1984 wurde durch eine gemeinsame Initiative von VSG, MLC (Münchner Löwen Club e. V.) und HuK (Homosexuelle und Kirche) die Münchner Aids-Hilfe gegründet. Ende 1985 bezog sie Räumlichkeiten in der Müllerstraße 44a.
Im Jahre 1986 schlossen sich verschiedene Vereine zusammen und gründeten den Verein Schwules Kultur- und Kommunikationszentrum (SchwuKK), der am 4. September 1986 ins Vereinsregister eingetragen wurde. Heimstatt war anfangs das Selbsthilfezentrum, aber schon bald gab es jeweils freitags erste Thekenabende im Café Szenerand in der Auenstraße. Nicht partizipierende Vereine sahen das SchwuKK eine Zeit lang als Konkurrenz an. 1988 siedelte die Aids-Hilfe um und mit den von der Stadt genehmigten Zuschüsse wurde in deren Räumlichkeiten in der Müllerstraße 44a der SUB, Infoladen für schwule Männer eröffnet. Der Verein wurde in Sub – Schwulen Kommunikations- und Kulturzentrum München e. V. umbenannt. Er ist täglich geöffnet, bietet Beratung, Information, Bibliothek, Archiv und ist Heimstatt oder Ausgangspunkt für verschiedene Gruppen aller Altersstufen und Interessen. Er bot damit seitdem ein bis dahin beispielloses Programm in der Münchner Szene und eine kleine Alternative zur kommerziellen Lokalszene. 1991 wurde es in die städtische Regelförderung aufgenommen. Damals fand auch aus Anlass des fünfjährigen Bestehens zum ersten Mal das Hans-Sachs-Straßenfest statt. 
Seit 1995 gibt es knapp außerhalb des Viertels in der Angerstraße die Beratungs-, Informations- und Kommunikationsstelle LeTRa („Lesben-Traum“), die vom gemeinnützigen Verein Lesbentelefon e. V. getragen wird. An der Ecke Angertorstraße/Müllerstraße ist auch die städtische Koordinierungsstelle für gleichgeschlechtliche Lebensweisen beheimatet. Der Platz an der Ecke Holzstraße/Am Glockenbach wurde 1998 nach Karl Heinrich Ulrichs (1825–1895) benannt, dem Pionier der Homosexuellenbewegung in Deutschland, der schon 1867 auf dem Juristentag in München forderte, die Liebe unter Männern straffrei zu stellen. Auf dem Karl-Heinrich-Ulrichs-Platz wird auch seit 2007 der von Michael Borio und Robert C. Rore gestaltete Integrationsmaibaum aufgestellt. Seit Juni 2007 existiert in der Nähe, eine Straße außerhalb des Gärtnerplatzviertels in der Blumenstraße 11, ein eigenes LesBiSchwules und trans* Jugendzentrum, das von der Jugendorganisation diversity München e. V. betrieben wird.

### 1990er Jahre bis heute
Im Jahre 1992 wurden die drei Isarvorstadtbezirke (Glockenbachviertel, Schlachthofviertel und Deutsches Museum) und die Ludwigvorstadt zum Stadtbezirk 2, Ludwigsvorstadt-Isarvorstadt zusammengelegt.
In den 1990er Jahren hat sich das ursprünglich einfache Bürgerviertel, dessen Bausubstanz im Zweiten Weltkrieg stark gelitten hatte, durch Gentrifizierung zu einem der begehrtesten Wohn- und Ausgehviertel Münchens mit entsprechend gestiegenen Mietpreisen entwickelt. Das Viertel liegt nahe der Innenstadt und verfügt heute über einen recht hohen und gepflegten Altbaubestand und gilt daher immer noch als eines der attraktivsten Wohnquartiere der Stadt und ist mit Abstand das teuerste Szeneviertel Deutschlands.
Das Glockenbachviertel ist das am dichtesten besiedelte Wohnviertel Münchens mit inzwischen gehobenem Mietniveau. Es hat sich eine rege Stadtteilkultur in Straßenfesten, Kunstaktionen und auch vielen Galerien und kunsthandwerklichen Läden durchgesetzt, die in starkem Maße von der schwul-lesbischen Bewegung getragen wird. In den Innenstadtbezirken Altstadt-Lehel, Ludwigsvorstadt-Isarvorstadt, Maxvorstadt leben die wenigsten Kinder. Aber gerade im Bereich Glockenbachviertel/Gärtnerplatzviertel schnellte die Geburtenrate in den letzten Jahren in die Höhe, was 2005 erstmals als „Babyboom“ in den Medien angemerkt wurde. Durch die vielen jungen Paare, die sich dort wohlfühlen, gab es im Jahre 2004 beispielsweise 12,15 Geburten auf 1000 Einwohner.
Das Viertel war Schauplatz der Tatort-Folge Das Glockenbachgeheimnis (1999). Die Krimis des Autors Martin Arz handeln oft im Glockenbachviertel.